# باتريسيا كينتانا
باتريسيا كينتانا (بالإسبانية: Patricia Quintana)‏ هي طباخة وكاتِبة مكسيكية، ولدت في 28 أكتوبر 1946 في المكسيك، وتوفيت في 26 نوفمبر 2018 بسبب أم الدم الأبهرية.